# Caucaia
Caucaia là một đô thị thuộc bang Ceará, Brasil. Đô thị này có diện tích 1297,95 km², dân số năm 2007 là 313584 người, mật độ 255,4 người/km².